# Йозеф Лунс
Йозеф Антуан Марі Х'юберт Лунс (нід. Joseph Antoine Marie Hubert Luns, 28 серпня 1911, Роттердам, Нідерланди — 17 липня 2002, Брюссель, Бельгія) — голландський політик та дипломат, член колишньої Католицької народної партії, яка зараз об'єднана з партією Християнсько-демократичний заклик. Він найдовше в історії займав пост Міністра закордонних справ Нідерландів (14 жовтня 1956 — 6 липня 1971), а також був п'ятим Генеральним секретарем НАТО з 1 жовтня 1971 — по 25 червня 1984 (також найдовше в історії).

## Біографія

### Раннє життя
Лунс народився в католицькій, франкофільській та мистецькій родині. Його мати родом з провінції Ельзас-Лотарингія, але переїхала до Бельгії після анексії регіону Німецькою імперією у 1871 році. Його батько, Х'юйб Лунс (англ. Huib Luns), був універсальним митцем та обдарованим педагогом, який закінчив свою кар'єру як професор архітектурного малюнку в Делфтському технічному університеті.

## Цікаві факти
- Лунс залишався практикуючим католиком протягом усього свого життя і в цілому з розумінням ставився до традиціоналістської католицької позиції, але ніколи не пов'язував себе з дисидентськими групами. Лунс відвідав Тридентську месу, проведену успенським священиком Вінандом Котте в утрехтській церкві Saint Wilibrord у 1971 році, на якій виступали проти політики модернізації під час Другого Ватиканського собору.